# ريبيكا هازلتون
ريبيكا هازلتون (بالإنجليزية: Rebecca Hazelton)‏ هي كاتِبة وصحفية وشاعرة أمريكية، ولدت في 20 يونيو 1978 في ريتشموند في الولايات المتحدة.